# Candalides geminus
Candalides geminus är en fjärilsart som beskrevs av Edwards och Kerr 1978. Candalides geminus ingår i släktet Candalides och familjen juvelvingar. Inga underarter finns listade i Catalogue of Life.